# Giustenice
Giustenice ( Giüstêxine in ligure) è un comune italiano sparso di 1 006 abitanti della provincia di Savona in Liguria. La sede comunale è ubicata nel nucleo di San Lorenzo.

## Geografia fisica
Il territorio di Giustenice si sviluppa lungo la valle del torrente Scarincio, minoritario corso d'acqua del bacino della val Maremola. La parte bassa di questa area è caratterizzata dalle coltivazioni a fasce dei prodotti come uliveti e vigne, mentre in quella superiore la vegetazione del territorio è ricoperta da aree boschive di frassini, carpini, ornielli e roverelle fino alla sommità del monte Carmo di Loano (1389 m s.l.m.), Bric Agnellino (1335 m s.l.m.) e del giogo di Giustenice (1143 m s.l.m). Lungo le pendici del Bric Tampa (846 m) si apre la grotta degli Scogli Neri (l'ingresso è posto alla quota di 720 m) che, con circa 2250 metri di sviluppo, è considerata tra le cavità carsiche più estese della Liguria; in questo anfratto sono stati ritrovati reperti e frammenti ceramici dell'Età del bronzo e della dominazione romana.
La geologia del territorio è arricchita dalla presenza di giacimenti di alcuni derivati secondari dell'uranio, quali: uraninite, autunite, torbenite, e fosfuranilite dalla caratteristica forma cristallografica, diffusi in rocce scistose e in quantità idonee al collezionismo privato.

## Origini del nome
Il toponimo "Giustenice" deriverebbe da un fatto storico risalente all'epoca delle guerre puniche tra gli eserciti di Cartagine e della Repubblica romana. Alleato dei Cartaginesi e in seguito conquistato da Roma, il villaggio fu sede di giudicatura e quindi associata alla denominazione di Jus Tenens, "tenere giustizia". La forma del toponimo, nel tempo, mutò poi in Jus Tenicia, Giustenesi e quindi nell'attuale Giustenice.

## Storia

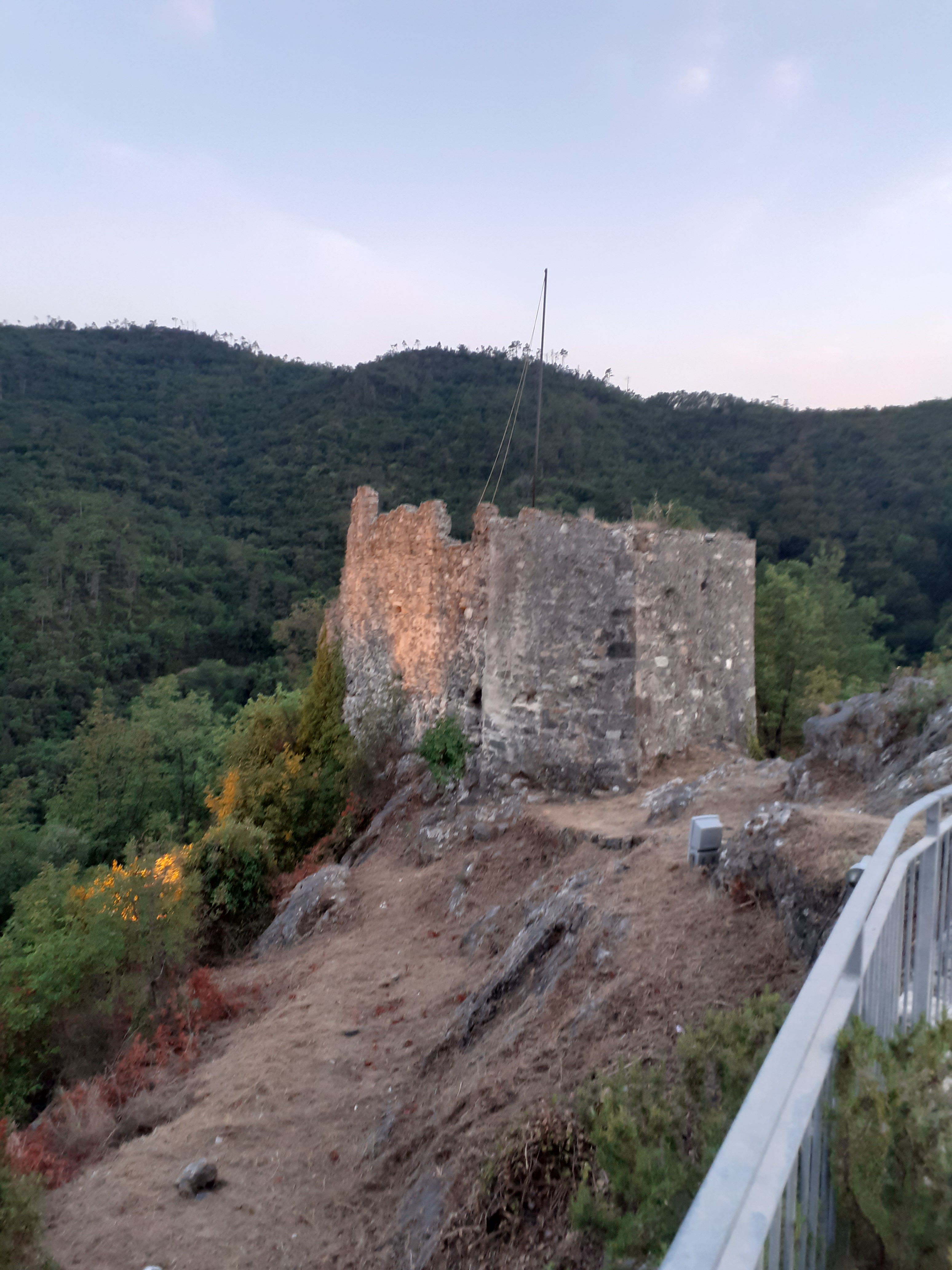
I resti della fortificazione Del Carretto a San Michele

Alcuni storici ipotizzano che già in epoca bizantina, presso lo sperone roccioso su cui verrà edificato in epoca medievale un fortilizio, fosse presente un castrum in seguito conquistato dai Longobardi. Si fa riferimento a Giustenice nel documento del 1047 dove Enrico III il Nero concede alla canonica del Salvatore di Torino un vasto complesso patrimoniale formato da ingenti beni ad Albenga, e assieme viene ceduta Gavenola e nell'ingaunia orientale le ville di Toirano, Borgio e Pietra e la villa cum castrum di Iustenes. Tuttavia, la fondazione del borgo è risalente al 1248 in un atto del 5 aprile firmato da Bonifacio di Clavesana.
Assoggettato all'abbazia di San Pietro in Varatella, presso Toirano, rientrò successivamente tra i domini del vescovo di Albenga e ancora dei marchesi Del Carretto tra i secoli XIII e XIV secolo. Fu con la bolla papale di Urbano VI che questo territorio tra Giustenice, Borgio Verezzi, Toirano e Pietra Ligure venne ceduto alla Repubblica di Genova, nel 1385, nelle dirette mani del doge genovese Antoniotto Adorno.
Intorno alla prima metà del XV secolo, per una serie di vicissitudini, il borgo di Giustenice ritornò ancora sotto la dominazione della famiglia Del Carretto. La nuova parentesi carrettesca fu, tuttavia, breve in quanto un pronto attacco e assedio del locale fortilizio, apportato da Genova con l'invio di numerose truppe (e bombarde) al comando del capitano Pietro Fregoso, costrinse alla resa dei fratelli Galeotto e Giovanni Del Carretto; il primo venne fatto prigioniero dai Genovesi il 18 aprile del 1448. Nuovamente nelle mani della repubblica genovese, il borgo di Giustenice fu infeudato alla famiglia Doria dal 1470 sotto la giurisdizione della podesteria della Pietra.
Con la dominazione di Napoleone Bonaparte il territorio di Giustenice rientrò dal 2 dicembre 1797 nel Dipartimento della Maremola, con capoluogo Pietra, all'interno della Repubblica Ligure. Dal 28 aprile del 1798 fece parte del III cantone, con capoluogo Pietra, della Giurisdizione delle Arene Candide e dal 1803 centro principale del VI cantone della Maremola nella Giurisdizione di Colombo. Annesso al Primo Impero francese, il territorio di Giustenice dal 13 giugno 1805 al 1814 fu inserito nel Dipartimento di Montenotte.
Nel 1815 fu inglobato nella provincia di Albenga del Regno di Sardegna, così come stabilì il Congresso di Vienna del 1814, e successivamente nel Regno d'Italia dal 1861. Dal 1859 al 1927 il territorio fu compreso nel V mandamento di Pietra del circondario di Albenga facente parte della provincia di Genova; nel 1927 con la soppressione del circondario ingauno passò, per pochi mesi, nel circondario di Savona e, infine, sotto la neo costituita provincia di Savona.
Subisce gli ultimi aggiustamenti al territorio comunale nel 1903 con il distacco della frazione di Bringhiera e il suo accorpamento nel comune di Tovo San Giacomo.
Dal 1973 al 31 dicembre 2008 ha fatto parte della Comunità montana Pollupice e, con le nuove disposizioni della Legge Regionale nº 24 del 4 luglio 2008, fino al 2011 della Comunità montana Ponente Savonese.
Dal 4 dicembre 2014 alla primavera del 2015 ha fatto parte dell'Unione dei comuni della Riviera delle Palme e degli ulivi e dal 2015 al maggio 2018 dell'Unione dei comuni della Val Maremola.

### Simboli
Stemma
Gonfalone
Nello stemma sono raffigurate l'aquila e la bilancia, che rappresentano la Giustizia poiché la località acquistò particolare importanza dopo la conquista romana fino a diventare sede di giudicatura, da cui Jus tenens ("che mantiene la giustizia") che ha dato origine al nome Giustenice.

Lo stemma e il gonfalone del comune sono stati concessi con decreto del presidente della Repubblica del 10 febbraio 2015.;in precedenza era in uso un gonfalone di colore azzurro.

## Monumenti e luoghi d'interesse

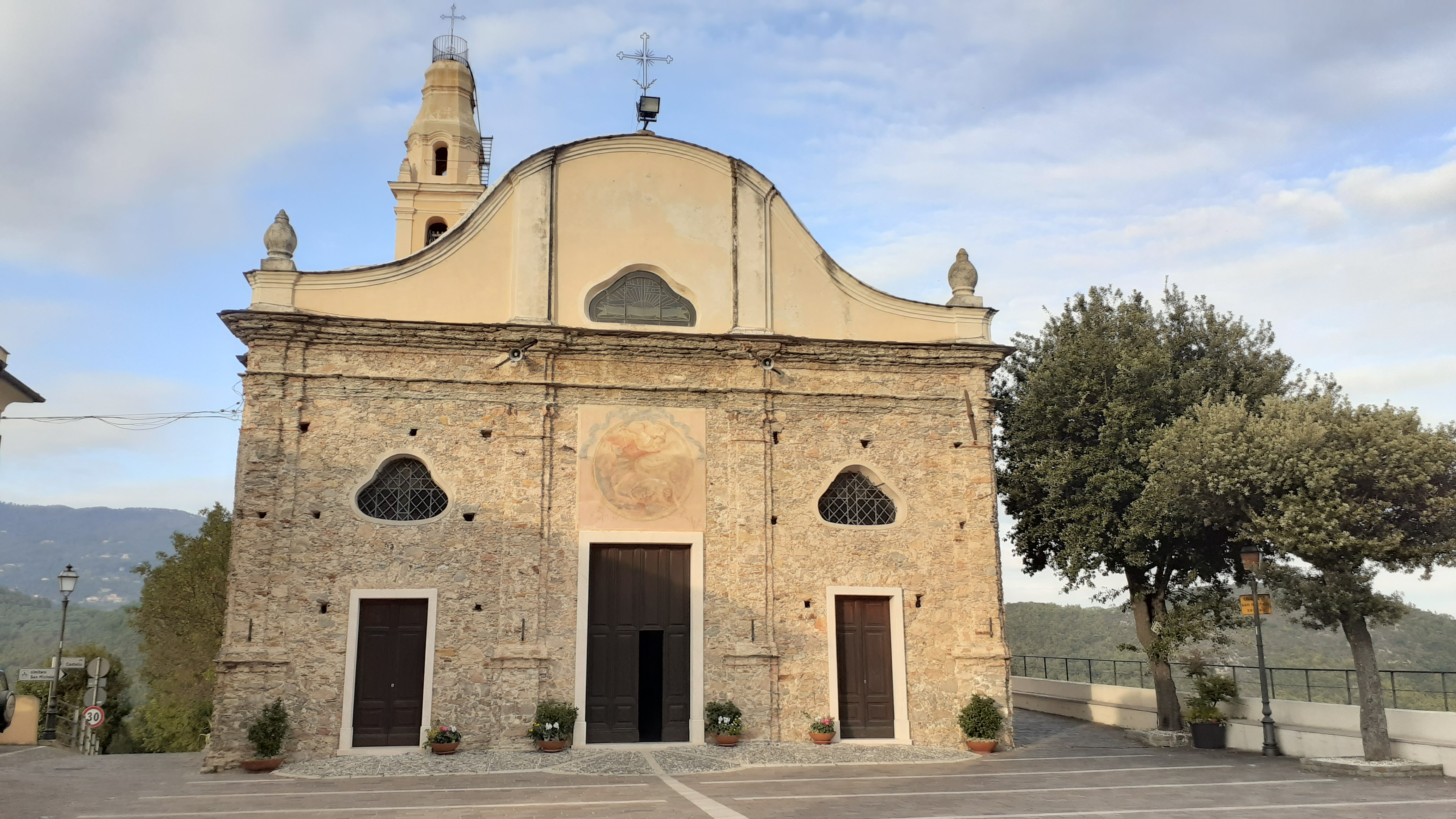
La chiesa parrocchiale di San Michele Arcangelo

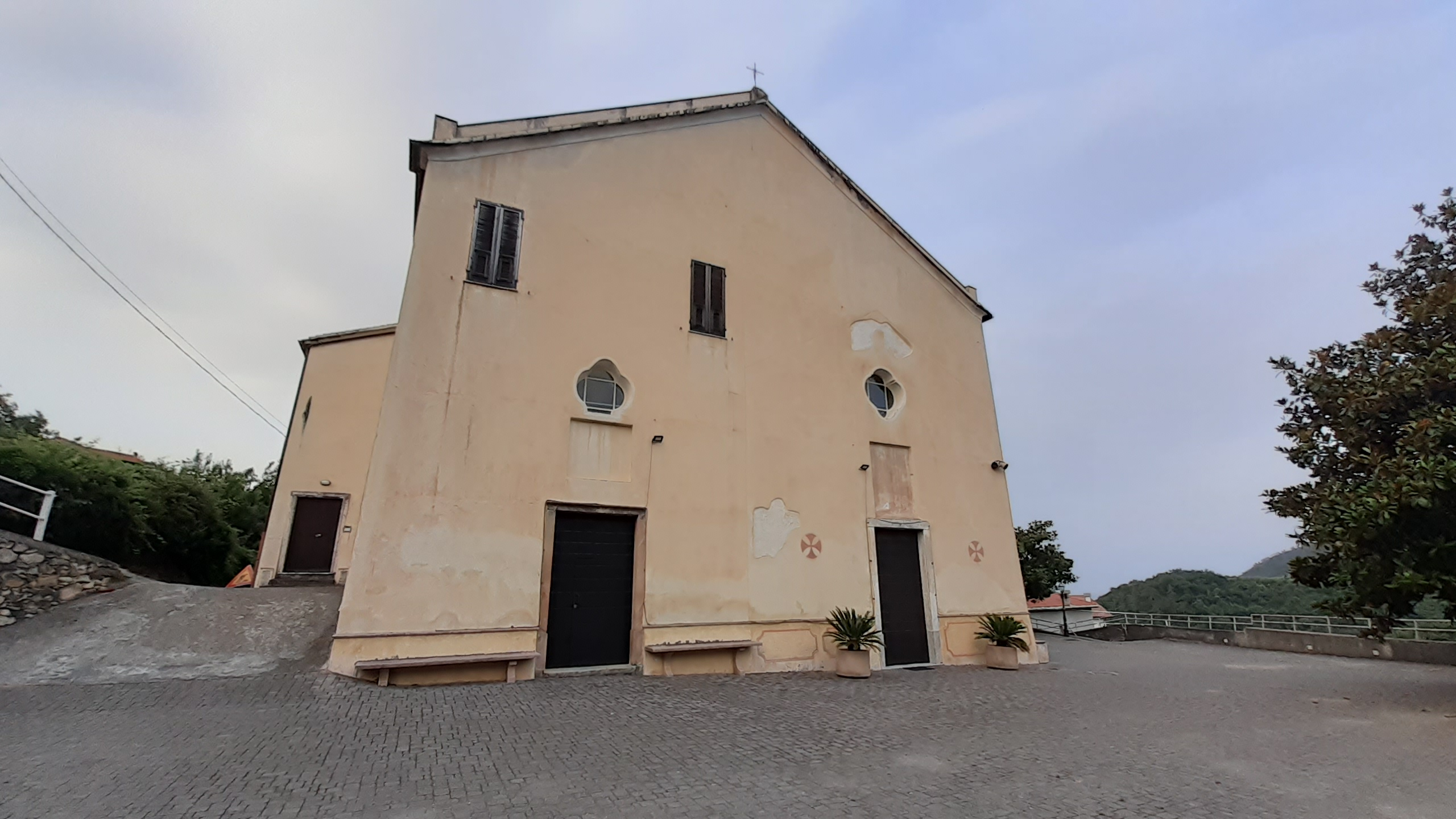
La chiesa di San Lorenzo

### Architetture religiose
Le architetture religiose appartengono all'antica parrocchia dei Santi Lorenzo e Michele di Giustenice.
- Chiesa parrocchiale di San Michele Arcangelo. L'edificio si trova in quella che sicuramente è la più antica contrada, situata sulla sommità di un alto poggio, dove in età medievale si ergeva un fortilizio. All'interno della cinta muraria, si trovavano, oltre alle abitazioni, sia la casa municipale (la cosiddetta Cà Cumünà) sia una spaziosa cappella, fondata nel XII secolo, nucleo originario dell'attuale chiesa parrocchiale. La chiesa venne rifatta nelle forme barocche nel 1596 a tre navate.
- Oratorio dei Disciplinanti - Nostra Signora della Neve presso la località di San Michele.
- Chiesa rettoria di San Lorenzo martire presso l'omonima località. L'organo, datato al 1901, è opera dell'organaro Giovanni Battista Dessiglioli.
- Oratorio dell'Immacolata presso la località di San Lorenzo.
- Cappella di San Martino.
- Cappella di Santa Libera e Sant'Antonio.
- Cappella di Nostra Signora di Lourdes.
- Colonna della Madonna dei Poveri.

### Architetture civili
Davanti al palazzo municipale, nella località capoluogo di San Lorenzo, è presente un sedile in pietra (sotto l'archivolto della piazza detta "del Costino") dove per tradizione storica sedeva una volta al mese il giudice-podestà della Pietra (l'attuale Pietra Ligure) per amministrare la giustizia nel borgo.
All'interno del municipio si conservano ancora le antiche misure genovesi dell'olio di oliva e del vino databili al 1606.

### Architetture militari

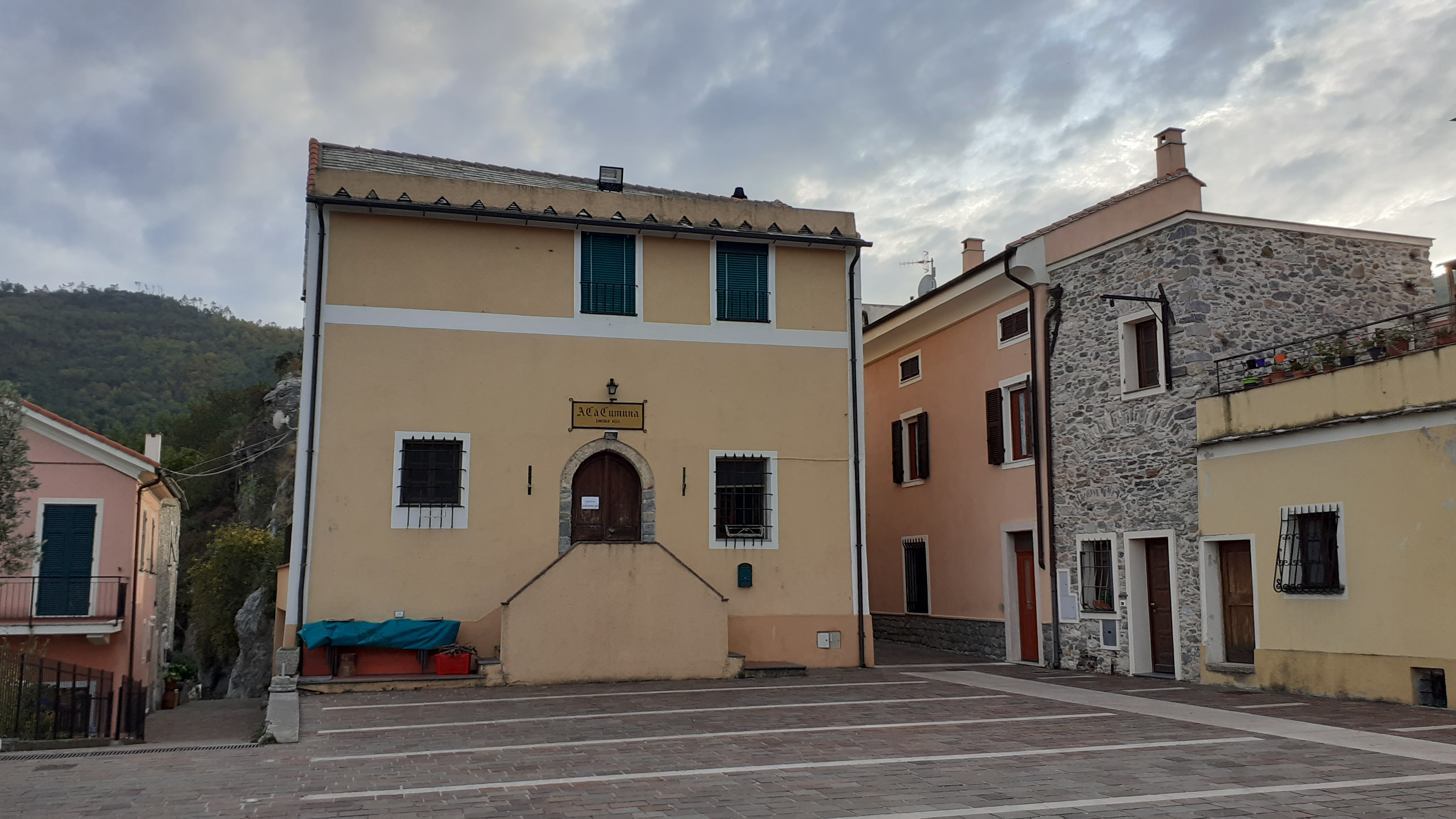
A Cà Cumüna a San Michele

Il fortilizio di Giustenice, residenza e postazione difensiva voluta dalla famiglia feudale dei Del Carretto, venne costruita intorno al XIII secolo. Il fortilizio, ora allo stato di rudere, fu coinvolto nella guerra tra la Repubblica di Genova e i marchesi carretteschi del 1447 per il dominio sul territorio feudale di Giustenice. Strenuamente difeso dalle truppe di Galeotto Del Carretto, e di suo fratello Giovanni Del Carretto venuto in suo soccorso, dovette arrendersi dopo un lungo assedio perpetrato dai Genovesi. Non risultano evidenze storiche sull'esistenza di un vero e proprio castello abitato. Con la sua caduta Genova riuscì ad annettere questa parte del territorio della val Maremola tra i suoi domini del ponente ligure.

### Aree naturali
Tra i territori comunali di Giustenice, Bardineto, Bormida, Boissano, Calizzano, Castelvecchio di Rocca Barbena, Loano, Magliolo, Osiglia, Pietra Ligure, Rialto e Toirano è presente e preservato un sito di interesse comunitario, proposto dalla rete Natura 2000 della Liguria, per il suo particolare interesse naturale, faunistico e geologico. Il sito è collocato nell'area boschiva tra il monte Carmo di Loano e il monte Settepani in cui insistono foreste, praterie, versanti rupestri, cavità di interesse speleologico e formazioni carsiche; nella stessa area è presente la Foresta regionale della Borbottina.
Oltre alle zone boschive comprensivi di faggi, pini silvestri e abeti bianchi, sono segnalate le presenze del rododendro, del ginepro nano del Bric dell'Agnellino, la campanula di Savona (Campanula sabatia), la genziana ligure (Gentiana ligustica), le orchidee, la primula marginata (Primula marginata), lo zafferano ligure (Crocus ligusticus) e l'arnica montana (Arnica montana). Tra le specie animali il pesce sanguinerola (Phoxinus phoxinus) e il gambero di fiume (Austropotamobius pallipes); tra i mammiferi il gatto selvatico (Felis silvestris) e alcuni rinolofi della specie dei chirotteri (Rhinolophus ferrumequinum, Rhinolophus euryale, Rhinolophus hipposideros).

## Società

### Evoluzione demografica
Abitanti censiti

### Etnie e minoranze straniere
Secondo i dati Istat al 31 dicembre 2019, i cittadini stranieri residenti a Giustenice sono 22.

### Istituzioni, enti e associazioni
- Centro storico culturale "Jus Tenens".
- Associazione "Amici di Giustenice".

### Qualità della vita
Il 17 marzo del 2005 il Comune di Giustenice ha conseguito la certificazione del proprio sistema di gestione ambientale conformemente alla norma ISO 14001.

## Cultura

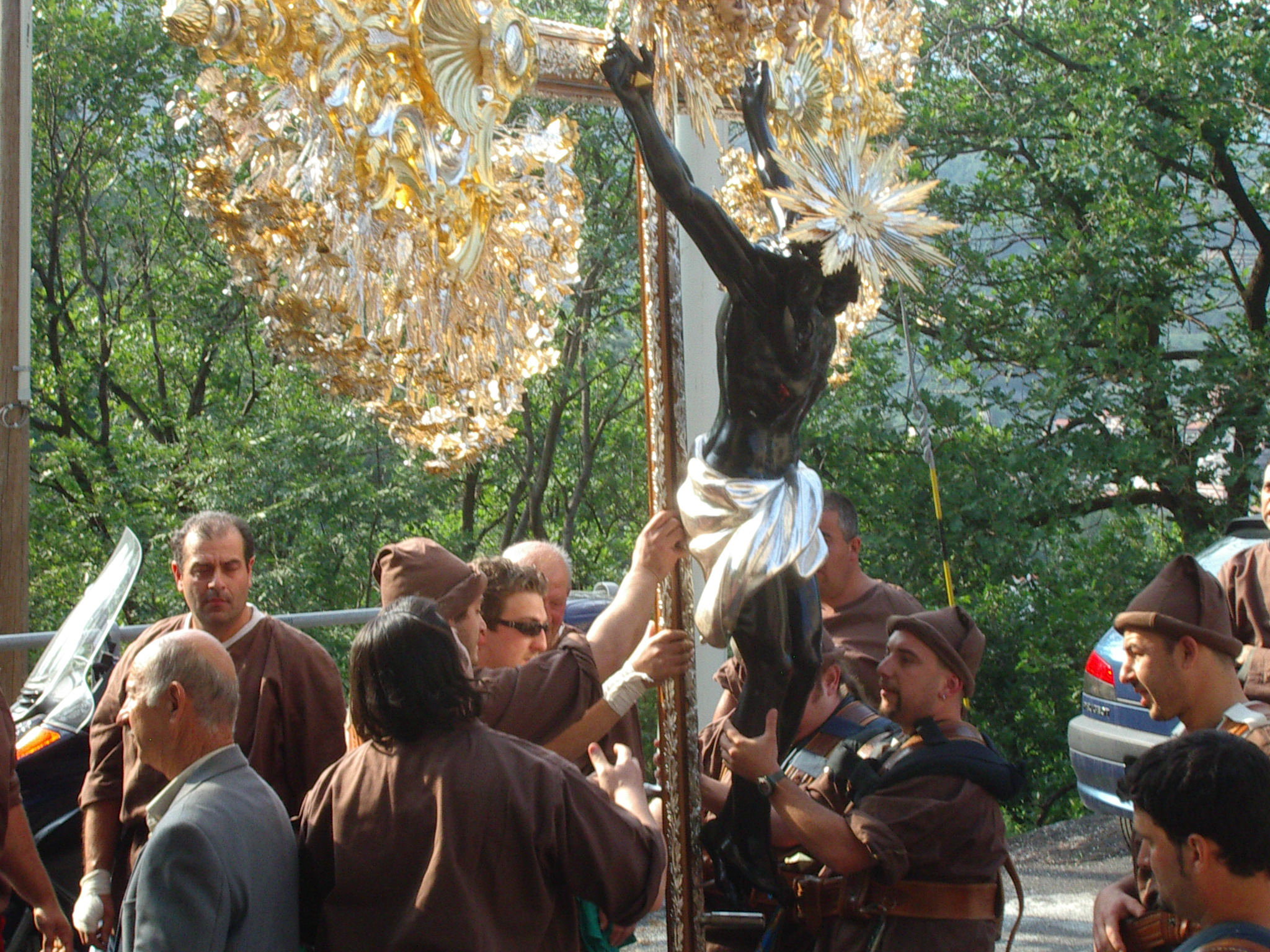
Il Cristo nero di Boissano portato in processione dai "portatori di Cristi" nella festa patronale di Giustenice

### Eventi
- Rievocazione storica e cena medievale, l'ultima settimana di luglio, presso la località di San Michele. Oltre al corteo dei rappresentanti delle contrade giusteniesi, dal 1972, si svolge il "Palio dei Carri" che fa riferimento all'episodio storico del 1448 quando la Repubblica di Genova e i Del Carretto si scontrarono in un assedio al locale fortilizio per il controllo del territorio. I partecipanti del palio si sfidano spingendo carri a due ruote in una gara a eliminazione diretta, fino alla conquista finale di un drappo.

## Geografia antropica
Il territorio comunale è costituito dai due principali nuclei di San Lorenzo (sede comunale) e San Michele.
Ai due nuclei di San Lorenzo e San Michele afferiscono le borgate di Besso, Villa e Villetta per il primo e di Costa, Foresto, Pianazzo, Serrati e Valsorda per il secondo. La superficie territoriale è di 17,22 km².
Confina a nord con il comune di Magliolo, a sud con Loano e Pietra Ligure, a ovest con Bardineto, a est con Magliolo e Tovo San Giacomo.

## Economia
Si basa principalmente sull'attività agricola (frutta, olive e ortaggi), su una fiorente produzione di legname ed allevamento del bestiame.

## Infrastrutture e trasporti

### Strade
Il territorio di Giustenice è attraversato principalmente dalla strada provinciale 24 che permette il collegamento stradale con Pietra Ligure a sud.

## Amministrazione

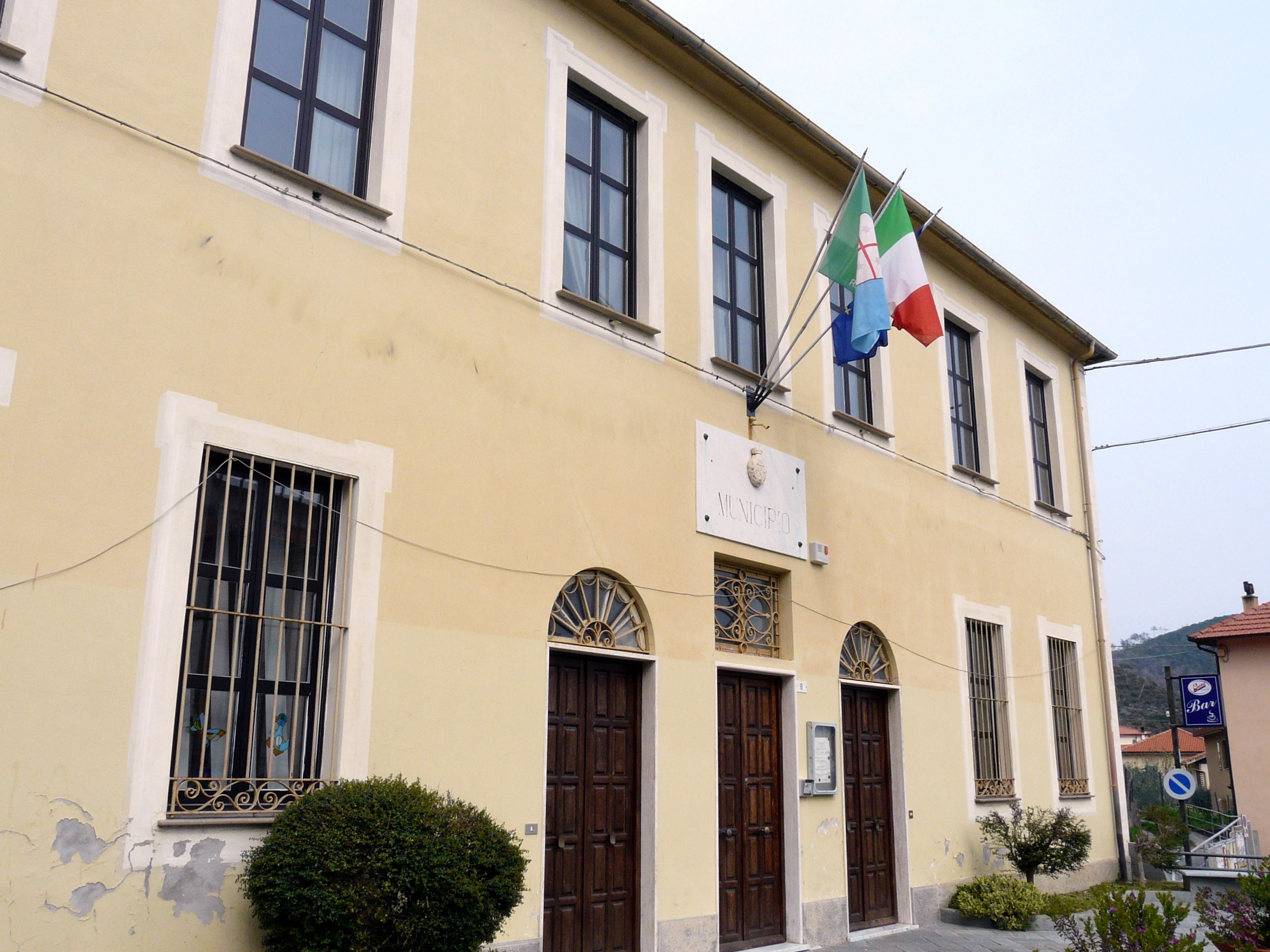
Il municipio

| Periodo        | Periodo        | Primo cittadino          | Partito                             | Carica  | Note |
| -------------- | -------------- | ------------------------ | ----------------------------------- | ------- | ---- |
| 28 aprile 1988 | 22 maggio 1990 | Agnese Fiallo            | Indipendente                        | Sindaco |      |
| 22 maggio 1990 | 24 aprile 1995 | Agnese Fiallo            | Democrazia Cristiana                | Sindaco |      |
| 24 aprile 1995 | 14 giugno 1999 | Giuseppe Morro           | lista civica                        | Sindaco |      |
| 14 giugno 1999 | 14 giugno 2004 | Giuseppe Morro           | lista civica                        | Sindaco |      |
| 14 giugno 2004 | 8 giugno 2009  | Lazzaro Giordano Serrato | lista civica                        | Sindaco |      |
| 8 giugno 2009  | 25 maggio 2014 | Ivano Rozzi              | Per Giustenice (lista civica)       | Sindaco |      |
| 25 maggio 2014 | 27 maggio 2019 | Mauro Boetto             | Uniti per Giustenice (lista civica) | Sindaco |      |
| 27 maggio 2019 | 10 giugno 2024 | Mauro Boetto             | Uniti per Giustenice (lista civica) | Sindaco |      |
| 10 giugno 2024 | in carica      | Mauro Boetto             | Uniti per Giustenice (lista civica) | Sindaco |      |